# Brett Skinner
Brett Skinner (* 28. Juni 1983 in Brandon, Manitoba) ist ein ehemaliger kanadischer Eishockeyspieler und derzeitiger -trainer, der im Verlauf seiner aktiven Karriere zwischen 2002 und 2017 unter anderem 459 Spiele in der American Hockey League (AHL) auf der Position des Verteidigers bestritten hat. Mit den Grand Rapids Griffins gewann er dort im Jahr 2013 den Calder Cup. Zudem absolvierte Skinner, der auch in zahlreichen europäischen Ligen aktiv war, elf Partien für die New York Islanders in der National Hockey League (NHL).

## Karriere
Brett Skinner begann in seiner Heimatstadt Brandon mit dem Eishockey und spielte von 1998 bis 2000 für die Brandon Wheat Kings in einer Midget AAA-Liga, der höchsten Leistungsstufe für Spieler zwischen 15 und 17 Jahren. Dort wurde er nach beiden Spielzeiten ins First All-Star Team gewählt. In der Saison 2000/01 spielte Skinner für die Trail Smoke Eaters in der British Columbia Hockey League (BCHL). Dort erhielt der offensiv ausgerichtete Verteidiger für seine Leistungen zwei weitere individuelle Auszeichnungen. Im nächsten Jahr schloss er sich den Des Moines Buccaneers aus der United States Hockey League (USHL) an und erzielte 47 Punkte in 46 Spielen. Daraufhin wurde er zum USHL Defenseman of the Year und ins First All-Star Team gewählt. Im NHL Entry Draft 2002 wählten ihn die Vancouver Canucks aus der National Hockey League (NHL) in der dritten Runde als insgesamt 68. Spieler aus.
Anschließend entschied Skinner sich zunächst für ein Studium an der University of Denver und spielte dort für das Eishockeyteam. In seinem ersten Jahr wurde er der erfolgreichste Scorer unter allen Neulingen seines Teams. In der Saison 2003/04 steigerte Skinner sich in Toren, Vorlagen und Punkten und konnte mit den Pioneers die US-amerikanische Collegemeisterschaft der National Collegiate Athletic Association (NCAA) gewinnen. In seinem dritten Jahr gelangen dem Kanadier seine bis dahin größten Erfolge. Nachdem er mit seinem Team zunächst die Meisterschaft der Western Collegiate Hockey Association (WCHA) gewonnen hatte und ins First All-Star Team gewählt worden war, konnten die Pioneers ihren letztjährigen Titel um die Collegemeisterschaft verteidigen. Zusätzlich erhielt Skinner noch zwei weitere individuelle Auszeichnungen.

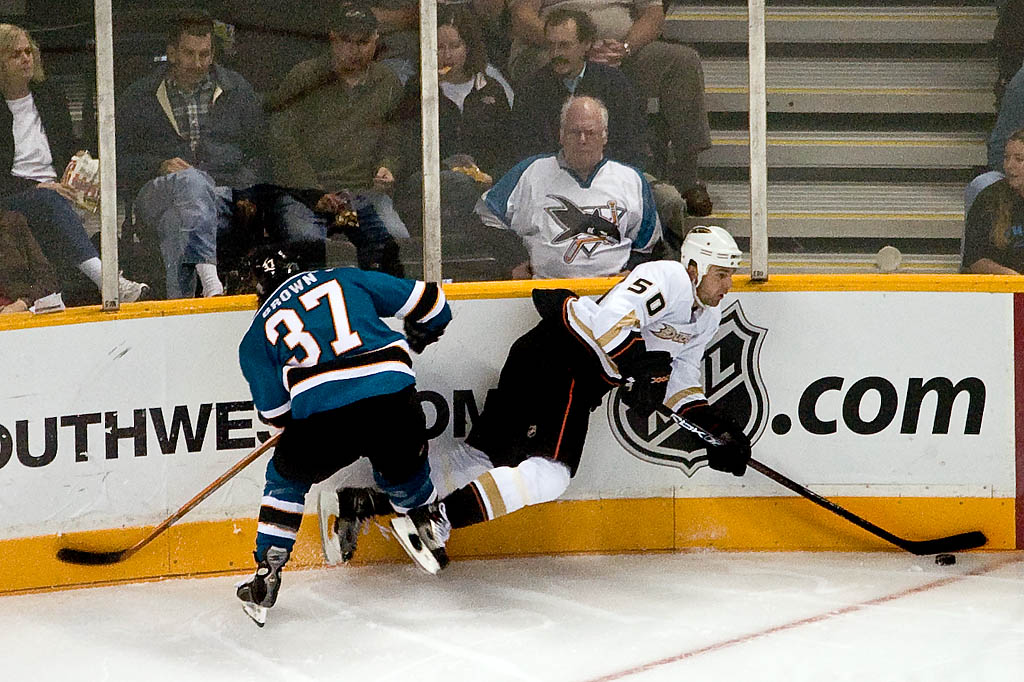
Skinner (rechts) in der Saisonvorbereitung 2007/08 im Trikot der Anaheim Ducks (2007)

Am 30. August 2005 unterschrieb der Kanadier seinen ersten Profivertrag bei den Vancouver Canucks. Diese schickten ihn zum Farmteam Manitoba Moose in die American Hockey League (AHL). Beim Spengler Cup 2005 spielte Skinner für das Team Canada und scheiterte erst im Finale gegen den russischen Club HK Metallurg Magnitogorsk. In fünf Spielen kam er auf ein Tor und drei Vorlagen. Am 9. März 2006 transferierten die Canucks Skinner zusammen mit einem Zweitrunden-Draftpick im Tausch für Keith Carney und Juha Alén zu den Mighty Ducks of Anaheim. Auf Leihbasis blieb er aber bis zum Ende der Saison bei den Moose und erreichte mit ihnen in den Playoffs die Divisionsfinalspiele. In der Saison 2006/07 schickten die Anaheim Ducks Skinner in die AHL zu den Portland Pirates und in die ECHL zu den Augusta Lynx. Nachdem er in Portland nur noch überzähliger Verteidiger war, wechselte er im Februar 2007 zu den Omaha Ak-Sar-Ben Knights. Im Juli 2007 unterschrieb er einen neuen Einjahresvertrag bei den Ducks. Kurz vor Beginn der Saison 2007/08 wurde er zusammen mit Nathan Saunders im Tausch gegen Mark Mowers zu den Boston Bruins transferiert. Skinner spielte das gesamte Jahr für die Providence Bruins in der AHL. In dieser Saison konnte er endgültig sein Potenzial abrufen und erzielte 47 Punkte in 68 Spielen. Zudem wurde er für das AHL All-Star Game nominiert. Im Juli 2008 unterschrieb Skinner als Free Agent einen Einjahresvertrag bei den New York Islanders. Zunächst spielte er wieder in der AHL für die Bridgeport Sound Tigers. Nachdem die Islanders im Oktober 2008 mit vielen Ausfällen zu kämpfen hatten, beriefen sie Skinner in ihren Kader, der schließlich am 27. Oktober 2008 im Spiel gegen die New York Rangers sein Debüt in der NHL gab. Nach elf Spielen kehrte er nach Bridgeport zurück. Am 13. Januar 2009 tauschten die Islanders Skinner gegen Junior Lessard von den Atlanta Thrashers. Bis Saisonende lief der Kanadier jedoch nur für deren AHL-Farmteam, die Chicago Wolves, auf. Am 8. Juli 2009 erhielt Skinner einen Einjahresvertrag bei der Colorado Avalanche. Für die Avalanche absolvierte er allerdings kein Spiel und war die komplette Spielzeit im Farmteam bei den Lake Erie Monsters im Einsatz und dort als Stammspieler gesetzt.
Im August 2010 nahm er ein Angebot von Amur Chabarowsk aus der Kontinentalen Hockey-Liga (KHL) an. Dort war er einer von vier Nordamerikanern und kam auf sechs Punkte in 34 Spielen. Im Juli 2011 wurde Skinner von den Iserlohn Roosters aus der Deutschen Eishockey Liga (DEL) verpflichtet. In Iserlohn sollte er seinen Fähigkeiten entsprechend auch offensive Aufgaben übernehmen und zum Spielaufbau beitragen. Am 15. Dezember 2011 wurde der Vertrag während der laufenden Spielzeit aufgelöst und Skinner wechselte nach Finnland zu Tappara Tampere in die SM-liiga. Mit MODO Hockey aus der schwedischen Elitserien lief er im restlichen Saisonverlauf auch noch für ein drittes Team auf.
Nach dem zweijährigen Intermezzo in Übersee kehrte der Abwehrspieler zur Saison 2012/13 wieder nach Nordamerika zurück, wo er sich zunächst den Allen Americans aus der Central Hockey League (CHL) anschloss. Seine dortigen Leistungen bescherten ihm aber noch im Saisonverlauf einen AHL-Probevertrag bei den Grand Rapids Griffins, mit denen er am Ende der Spielzeit den Calder Cup errang. Trotz des Erfolgs ließen die Griffins Skinner nach der Saison ziehen, sodass er im Oktober 2013 mittels eines Probebertrags zum Ligakonkurrenten Norfolk Admirals wechselte. Er blieb dort jedoch nur zehn Spiele lang, ehe ihn die Rockford IceHogs bis zum Saisonende fest verpflichteten. In der Folge wechselte der Kanadier im Sommer 2014 zum tschechischen Zweitligisten Piráti Chomutov mit dem gleich im ersten Spieljahr der Gewinn der Meisterschaft und der damit verbundene Aufstieg in die Extraliga gelang. Nach zwei weiteren Jahren in Chomutov beendete der 34-Jährige im Sommer 2017 seine aktive Karriere. Anschließend begann Skinner als Trainer in den Juniorenligen United States Hockey League und North American Hockey League (NAHL) zu arbeiten.

## Spielstil
Skinner ist ein offensiver Verteidiger mit einem einwandfreien Passspiel und guten Fähigkeiten zum Spielaufbau. In Spielen setzt er seine Mitspieler in Szene und schaltet sich auch direkt in Angriffe mit ein. Skinner ist ein guter Skater und kann das Spiel lesen. Im Powerplay kann er effektiv von der blauen Linie spielen. Er hat einen guten, präzisen Schuss und schießt so oft wie sich die Gelegenheit bietet. Auch im Unterzahlspiel arbeitet er hart. Skinner besitzt eine gute Arbeitsmoral und ist ein Teamplayer. Im Körperspiel hat er Schwächen, welche seine defensive Effektivität mindern.

## Erfolge und Auszeichnungen
| - 2001 BCHL Second All-Star Team - 2002 USHL First All-Star Team - 2002 USHL Defenseman of the Year - 2004 NCAA-Division-I-Championship mit der University of Denver - 2005 WCHA First All-Star Team - 2005 Broadmoor-Trophy-Gewinn mit der University of Denver | - 2005 NCAA West Second All-American Team - 2005 NCAA Frozen Four All-Tournament Team - 2005 NCAA Division-I-Championship mit der University of Denver - 2008 Teilnahme am AHL All-Star Classic - 2013 Calder-Cup-Gewinn mit den Grand Rapids Griffins - 2015 Meister der 1. Liga und Aufstieg in die Extraliga mit den Piráti Chomutov |

## Karrierestatistik
(Legende zur Spielerstatistik: Sp oder GP = absolvierte Spiele; T oder G = erzielte Tore; V oder A = erzielte Assists; Pkt oder Pts = erzielte Scorerpunkte; SM oder PIM = erhaltene Strafminuten; +/− = Plus/Minus-Bilanz; PP = erzielte Überzahltore; SH = erzielte Unterzahltore; GW = erzielte Siegtore; 1 Play-downs/Relegation; Kursiv: Statistik nicht vollständig)